# 山本真矢
山本 真矢（やまもと しんや、1970年12月23日 - ）は、元競輪選手。京都府出身。日本競輪学校（当時。以下、競輪学校）第65期卒業。現役時は日本競輪選手会京都支部所属。師匠は八瀬河昭二（51期）。

## 来歴
花園高校在学中の1988年に全国高等学校総合体育大会自転車競技大会（明石自転車競技場）で1000mタイムトライアルを優勝し、これにより技能試験免除で競輪学校に第65期生として入学する。同期に吉岡稔真、海田和裕、後閑信一らがいる中で82勝を挙げて在校競走成績第1位で同校を卒業した。
1990年4月7日、伊東温泉競輪場でデビューし2着。初勝利は同年4月8日の同場。
1992年から1999年頃まで常時特別競輪（現在のGI）に参加実績があり、1994年の全日本選抜競輪（大垣競輪場）では決勝進出を果たした（9着）。また、1992年の共同通信社杯ルビーカップレース（大垣）で3着に入った。また、同期の吉岡稔真との熾烈な主導権争いを繰り広げたことでも知られ、1995年の向日町記念の前節決勝戦において、吉岡と果敢な主導権を争いを演じつつも優勝の吉岡に次いで2位に入り、このレースが2000年に向日町競輪場で実施された、同場ベストレースを選出するファン投票で第1位となった。
2011年から日本競輪選手会京都支部の支部長に就任したが、2012年に引退を決意し、地元の向日町競輪場への出場機会を得るため5月26日からのFII開催を最後のレースとして、同場同開催の最終日である5月28日の第4R・A級チャレンジ選抜戦において全盛期同様の先行逃げ切りによる1着でラストランを飾った。
その後同年6月21日に選手登録を消除し、6月28日に改めて地元の向日町競輪場で引退式を行ないバンクから去った。通算成績は1937戦392勝、優勝25回。

2019年、競輪評論家である山口幸二からオファーを受け、第62回オールスター競輪4日目（8月17日）第5レース終了後に行われた「KEIRINレジェンドエキシビションII」にて7年ぶりにバンクを疾走した。
引退後は、パーソナルトレーナーとして活躍。現在は「京都桂西口　立ち呑みかけいち」の経営に携わり、店内には現役時代に使用したレーサーが飾られ、競輪の裏話など聞きたいファンで連日賑わっている。

## 家族
家族は、妻と5女。2014年5月より、三女の山本レナ（106期）がガールズケイリン選手としてデビューした（2018年7月引退）。

## 競走スタイル
デビューから引退まで、一貫して「先行」（逃げ）を貫いた。但し先行以外は苦手で、捲り・追込ともに難があったため、終始先行一本で戦った。そのため、決まり手はほぼ「逃げ」であった。とは言え、全盛期はその先行一本で当時最上位であるS級1班にまで上り詰めたほどのパワーと持久力を兼ね備えていたのも事実で、1994年の全日本選抜競輪決勝戦では、ともに当時全盛期であった神山雄一郎と山本の同期であった吉岡稔真が揃って山本の番手を主張し、レースでは山本の番手を巡って競り合うという非常に珍しい光景が繰り広げられた。

## 主な弟子
- 山岸正教（旧競輪学校第81期生）
- 岩崎稔（同81期生）
- 河崎惠治（同85期生）
- 藤木裕（同89期生）
- 有馬雄二（同90期生）